# カルビージョ (アグアスカリエンテス州)
カルビージョ（Calvillo）
は、メキシコのアグアスカリエンテス州にある自治体。州第二の都市。プエブロ・マヒコ選出。